# Актьор
Актьорът (женски род актриса, синоними артист, артистка) е човек, който изпълнява ролята на определен персонаж в представление – на живо в традиционни представления като театъра или на запис в съвременни форми като киното, радиото и телевизията.
Освен да изпълняват драматични роли, актьорите могат да танцуват или пеят, или да работят в радиото, или в анимационни филми като глас. Актьор още е човек, който е специализирал актьорско майсторство или изпълнява дадена роля в художествено произведение като драматичен спектакъл, опера, балет, естрада и цирково представление. Думите киноактьор, киноактриса, киноартист и киноартистка се използват за актьори, които са се снимали и изпълнявали роли в киното.

## История
За пръв път може да се говори за актьорство през 534 г. пр.н.е., когато древногръцкия изпълнител Теспис се качва на сцената в Театъра на Дионисий и става първият човек, който в пиеса изговаря думи на герой. Разказвачеството веднага претърпява коренна промяна. Преди играта на Теспис, историите се разказват като песен и танц в трето лице, но никой не е играл роли. Според театралния мит Теспис съществува като пакостен дух, а злополуките в театъра понякога се приписват на него.

## Похвати
Актьорите използват различни похвати, които се усъвършенстват след като се натрупа опит. Някои от тях са:
- Изключителната употреба на гласа, за да се предадат репликите и за да се изрази емоция. Това се постига като се обърне специално внимание върху дикцията и изграждането на образа, с правилно дишане и артикулация. Важен е също тонът и подчертаването на отделните думи.
- Физическото превъплъщаване в героя, за да се създаде правдоподобен образ, и използването на пространството правилно и по подходящ начин.
- Използването на жестове, които да допълват гласа, да взаимодействат с другите актьори и да подчертаят репликите, както и да придадат символика.